# Tiêu Chiêu Văn
Tiêu Chiêu Văn (giản thể: 萧昭文; phồn thể: 蕭昭文; bính âm: Xiāo Zhāowén, 480–494), gọi theo thụy hiệu là Hải Lăng Cung vương (海陵恭王), tên tự Quý Thượng (季尚), là vị vua thứ tư của triều Nam Tề trong lịch sử Trung Quốc. Ông bị ông bác của mình là Tiêu Loan phế truất rồi giáng xuống tước vương vào năm 494. Đầu năm 494, cũng chính Tiêu Loan là người đã đưa ông lên ngai vàng sau khi Tiêu Loan ám sát anh trai ông là Tiêu Chiêu Nghiệp. Sau khi Tiêu Loan phế truất Tiêu Chiêu Văn và đoạt lấy ngai vàng, ông ta đã hạ độc Tiêu Chiêu Văn.

## Bối cảnh
Tiêu Chiêu Văn sinh năm 480 và là con thứ hai của Nam quận vương Tiêu Trường Mậu, Mậu là con trai cả của thái tử Tiêu Trách. Mẹ của ông là Hứa cung nhân, một thê thiếp của Tiêu Trường Mậu. Sử sách không viết gì nhiều về thời thơ ấu của ông. Sau khi Cao Đế qua đời vào năm 482, Tiêu Trách trở thành hoàng đế (tức Vũ Đế), và Tiêu Trường Mậu trở thành thái tử. Năm 486, lúc 6 tuổi, Tiêu Chiêu Văn được phong làm Lâm Nhữ công. Năm 490, ông kết hôn với Vương Thiều Minh, con gái của viên quan Vương Từ (王慈), làm Lâm Nhữ công phu nhân. Đầu năm 493, Tiêu Trường Mậu qua đời, anh trai cả của Tiêu Chiêu Văn-Tiêu Chiêu Nghiệp trở thành Hoàng thái tôn. Sau đó, cũng trong năm 493, Vũ Đế cũng qua đời, và Tiêu Chiêu Nghiệp lên ngôi hoàng đế. Tiêu Chiêu Nghiệp phong cho Tiêu Chiêu Văn làm Tân An vương.
Tiêu Chiêu Nghiệp là một quân chủ phù phiếm và hoang phí, dành nhiều thời gian cho những buổi yến tiệc và trò chơi tiêu khiển. Vào mùa thu năm 494, thị trung thượng thư đại tướng quân là Tây Xương hầu Tiêu Loan, anh họ của Vũ Đế, nhận thấy Tiêu Chiêu Nghiệp không có năng lực và tin rằng Tiêu Chiêu Nghiệp sẽ có hành động chống lại ông ta, vì thế đã tiến hành chính biến và sát hại Tiêu Chiêu Nghiệp. Tiêu Loan sau đó đưa Tiêu Chiêu Văn lên ngai vàng.

## Trị vì
Khi lên ngôi, Tiêu Chiêu Văn mới 14 tuổi, quyền lực trên thực tế nằm trong tay Tiêu Loan, và Tiêu Loan tự phong cho mình tước Tuyên Thành quận công, sau đó là Tuyên Thành vương. Dưới danh nghĩa Tiêu Chiêu Văn, Tiêu Loan ngay sau đó đã tiến hành xử tử một số lượng lớn các thân vương là con trai của Cao Đế và Vũ Đế, những người mà ông ta xem là một mối đe dọa với mình:
- Tiêu Thương (蕭鏘), Bà Dương vương, con trai Cao Đế
- Tiêu Tử Long (蕭子隆), Tùy quận công, con trai Vũ Đế
- Tiêu Tử Mậu (蕭子懋), Tấn An vương, con trai Vũ Đế
- Tiêu Tử Kính (蕭子敬), An Lục vương, con trai Vũ Đế
- Tiêu Nhuệ (蕭銳), Nam Bình vương, con trai Cao Đế
- Tiêu Cầu (蕭銶), Tấn Hi vương, con trai Cao Đế
- Tiêu Khanh (蕭鏗), Nghi Đô vương, con trai Cao Đế
- Tiêu Thước (蕭鑠), Quế Dương vương, con trai Cao Đế
- Tiêu Quân (蕭鈞), Hành Dương vương, con trai Cao Đế
- Tiêu Phong (蕭鋒), Giang Hạ vương, con trai Cao Đế
- Tiêu Tử Chân (蕭子真), Kiến An vương, con trai Vũ Đế
- Tiêu Tử Luân (蕭子倫), Ba Lăng vương, con trai Vũ Đế
- Tiêu Tử Khanh (蕭子卿), Lư Lăng vương, con trai Vũ Đế

Ban đầu, em trai Tiêu Chiêu Văn là Lâm Hải quận vương Tiêu Chiêu Tú (蕭昭秀), cũng đã bị định tội chết, song vào lúc cuối cùng lại được tha. Để thay thế vị trí của các thân vương bị giết, Tiêu Loan đã đưa các cháu trai (do con trai ông ta còn nhỏ) là Tiêu Diêu Quang (蕭遙光), Tiêu Diêu Hân (蕭遙欣), và Tiêu Diêu Xương (蕭遙昌) vào các chức vụ quan trọng. Chưa đầy ba tháng sau khi Tiêu Chiêu Văn lên ngôi, Tiêu Loan đã ban một chiếu chỉ nhân danh chính thất của Tiêu Trường Mậu-Thái hậu Vương Bảo Minh (王寶明), viết rằng Tiêu Chiêu Văn không đủ thông minh và khỏe mạnh để làm hoàng đế, trao ngai vàng lại cho Tiêu Loan.

## Sau khi bị phế
Theo chiếu chỉ mà Tiêu Loan sử dụng, Tiêu Chiêu Văn bị giáng làm Hải Lăng vương. Tuy nhiên, khoảng một tháng sau khi ông bị phế, Tiêu Loan đã giả vờ thông báo Tiêu Chiêu Văn lâm bệnh và cử thái y đến điều trị, song lại lệnh cho thái y hạ độc ông. Tiêu Chiêu Văn được ban thụy hiệu Cung (恭) và được chôn cất với vinh dự cao quý song không phải là vinh dự dành cho hoàng đế.

## Hậu phi
- Hoàng hậu Vương Thiều Minh (王韶明)